# Матвеев, Александр Матвеевич
Алекса́ндр Матве́евич Матве́ев (сцен. псевдоним Александр Васильев) (11 (23) августа 1876 — 3 декабря 1961) — русский оперный певец, драматический тенор.

## Биография
Родился в семье рабочего в Москве.
Образование получил в Московском техническом училище. Одновременно пел в церковном хоре купца Перлова при участии Ф. Иванова. Пению обучался у профессора Ф. Андреевского в Москве и С. Габеля в Санкт-Петербурге.
В 1902 дебютировал на оперной сцене в Тифлисе, затем пел в Харькове, в московской опере С. Зимина и в Частной опере (Большой зал Петербургской консерватории).
В 1906—1908 и 1910—1917 солист петербургского Мариинского театра (дебютировал в партии Радамеса), в 1908—1910 и 1920—1922 — московского Большого театра, в 1917—1919 — Екатеринбургского оперного театра.
В 1917—1921 гастролировал в парижской «Гранд-Опера». В 1923 году пел в московском театре «Свободная опера С. Зимина». Гастролировал также в Саратове (1906), Нижнем Новгороде (1907), Тифлисе (1910), по городам СССР (1921—1932), в том числе в Киеве (1924), Самаре (1927).
Обладал редким по красоте и силе голосом. Исполнение А. М. Матвеева отличалось романтической приподнятостью, яркостью сценического рисунка. 1-й исп. партий: Матуты («Псковитянка», 3-я ред.), Генриха («Судьба»); в Киеве — Нерон («Нерон»).
Записывался на грампластинки (свыше 70 произведений) в Санкт-Петербурге («В. И. Ребиков», 1903, 1904; «Пате», 1909; «Омокорд», 1910; РАОГ, 1912) и Москве («Граммофон», 1904).
Ушёл из жизни 3 декабря 1961 года в Москве, похоронен на Ваганьковском кладбище (2 участок). Рядом с ним похоронен сын Матвей.

### Семья
Был женат. Сын — Матвей Александрович (1920—1963). Певец (тенор). В 1932—1937 гг. пел в хоре Большого театра; в 1936—1939 гг. — в мимансе Малого театра; в 1940—1947 гг. — в ансамбле Московского военного округа; с 1947 г. и до конца своих дней — в Московском музыкальном театре имени Станиславского и Немировича-Данченко. Выступал также и как концертный певец. В 1946 г. стал дипломантом конкурса артистов эстрады.

## Лучшие партии
- Садко, Левко («Майская ночь»)
- Нерон («Нерон»)
- Ахиор, Хозе («Кармен»)
- Зигфрид («Зигфрид» и «Гибель богов»)
- Тристан («Тристан и Изольда»)

Другие партии: Собинин, Самозванец, Руальд, Кирибеевич, Князь («Русалка»), Герман («Пиковая дама»), Вакула («Черевички»), Андрей («Опричник»), Княжич Юрий, Ленский; Фауст («Фауст»), Отелло («Отелло»), Радамес, Рауль, Элеазар, Самсон, Васко да Гама, Каварадосси, Турриду, Риенци.

## Партнёры
- И. В. Грызунов
- А. М. Давыдов
- В. И. Касторский
- Ф. В. Литвин
- М. А. Славина,
- В. Н. Трубин
- М. Б. Черкасская
- Ф. И. Шаляпин

Пел при участии У. И. Авранека, Е. И. Букке, М. М. Ипполитова-Иванова, А. Коутса, Н. А. Малько, Э. Ф. Направника, А. Никиша. Выступал на концертной эстраде.